# Friedrich Kühnreich
Friedrich Wilhelm Johannes Kühnreich (* 18. November 1905 in Hellingen; † 14. November 1983 in Würzburg) war stellvertretender Gauleiter im NSDAP-Gau Mainfranken unter Gauleiter Otto Hellmuth.
Nach dem Besuch der Volksschule in Hofheim in Unterfranken und Würzburg besuchte er 1915 bis 1921 die Realschule mit Reifezeugnis, machte dann eine kaufmännische Lehre bei der Schnellpressenfabrik Koenig & Bauer in Würzburg. Dort war er von 1924 bis Juni 1935 angestellt. Von 1921 bis 1923 war er Mitglied im Wehrverband Reichsflagge, zum 1. September 1930 trat er der NSDAP bei (Mitgliedsnummer 293.969). Von 1933 bis 1938 war er Ratsherr in Würzburg. Im Juni 1935 wurde er (hauptamtlicher) Gaugeschäftsführer des Gaus Mainfranken und am 20. September 1937 (Ernennung), am 30. Januar 1938 (Bestätigung) stellvertretender Gauleiter bis April 1945 als Nachfolger von Ludwig Pösl. Von März bis Oktober 1940 diente er im Weltkrieg, von Mitte 1941 bis Mitte 1944 war mit der Führung der NS-Kreisleitung Würzburg betraut, 1939 wurde er SA-Oberführer, 1941 SA-Brigadeführer. im April 1945 gelang ihm vermutlich die Flucht nach Österreich.
Am 30. August 1945 wurde er interniert (Würzburg, Ochsenfurt, Internierungslager: mehrfach Hammelburg, Ludwigsburg, Lager 74, Regensburg, Dachau, Arbeitskommando Aschaffenburg). Am 23. Juli 1948 wurde er von der Lagerspruchkammer in die Gruppe II („Belastete“) eingestuft, am 7. November 1949 von der Berufungskammer Nürnberg in die Gruppe IV („Mitläufer“) eingestuft.